# HD85504
HD85504 — хімічно пекулярна зоря спектрального класу A1, що має видиму зоряну величину в смузі V приблизно  6,0.
Вона  розташована на відстані близько 1048,7 світлових років від Сонця.

## Фізичні характеристики
Зоря HD85504 обертається 
порівняно повільно 
навколо своєї осі. Проєкція її екваторіальної швидкості на промінь зору становить  Vsin(i)= 27км/сек.

## Пекулярний хімічний склад
Зоряна атмосфера HD85504 має підвищений вміст 
Mn
.